# ジョージ・ストーン (外野手)
ジョージ・ロバート・ストーン（George Robert Stone、 1877年9月3日 - 1945年1月3日）は、アメリカ合衆国アイオワ州ロストネイション出身のプロ野球選手(外野手)。左投げ左打ち。
ニックネームは、"Silent George"（サイレント・ジョージ）。

## 球歴
ストーンがプロの野球選手になったのは26歳になってからで、それまではネブラスカ州で銀行員をしていた。1903年にボストン・アメリカンズに入団したが、アメリカンズでは代打として2度出場しただけで、その後はマイナーリーグのミルウォーキーに送られていた。この年ストーンはミルウォーキーで打率.405、17打席連続出塁という成績を残して注目されるようになり、1904年オフにジェシー・バーケットとのトレードでセントルイス・ブラウンズ（現オリオールズ）に移籍した。
ブラウンズには1905年から6年間在籍した。バッティングスタイルは独特で、バットを肩に載せ、本塁に覆いかぶさるように立って静止して構えていたそうで、正確なミートから多くのヒットをたたき出した。1905年シーズンは打率は3割に満たなかったが、189安打はリーグ最多となった。翌1906年には打率.358を記録し、ナップ・ラジョイの.355を抑えてアメリカンリーグの首位打者となる。1907年にも191安打（リーグ2位）、打率.320（リーグ3位）の記録を残している。
その後ストーンは1909年のシーズン中に足首を捻挫し、翌1910年は復帰してフルシーズン出場したものの、この年を最後にメジャーから退いた。選手を辞めた後は、1916年にウェスタンリーグのリンカーン･タイガースの所有者となった。1945年にアイオワ州で57歳で死去。

## 詳細情報

### 打撃成績
※数字の後の"*"は、記録不明箇所があることを示す。
| 試合 | 打数 | 安打 | 二塁打 | 三塁打 | 本塁打 | 得点 | 打点 | 盗塁 | 三振 | 四球 | 死球 | 犠打 | 打率 | 出塁率 | 長打率 |
| ---- | ---- | ---- | ------ | ------ | ------ | ---- | ---- | ---- | ---- | ---- | ---- | ---- | ---- | ------ | ------ |
| 849  | 3274 | 986  | 106    | 68     | 23     | 428  | 268  | 133  | -    | 282  | 22   | 90   | .301 | .361   | .396   |

### タイトル
- 首位打者：1回（1906年）